# ランディ・バスケス (野球)
ランディ・マルセリーノ・バスケス（Randy Marcelino Vásquez, 1998年11月3日 - ）は、ドミニカ共和国サンティアゴ州ナバレテ出身のプロ野球選手（投手）。右投右打。MLBのサンディエゴ・パドレス所属。

## 経歴

### プロ入りとヤンキース時代
2018年5月にアマチュア・フリーエージェントでニューヨーク・ヤンキースと契約してプロ入り。契約後、傘下のルーキー級ドミニカン・サマーリーグ・ヤンキースでプロデビューし、その後、ルーキー級ガルフ・コーストリーグ・ヤンキースでもプレーした。この年は2球団合計で9試合（先発7試合）に登板して1勝1敗、防御率1.78、28奪三振を記録した。
2019年はアパラチアンリーグのルーキー級プラスキ・ヤンキースでプレーし、11試合に先発登板して4勝1敗、防御率3.29、53奪三振の成績を記録した。
2020年はCOVID-19の影響でマイナーリーグの試合が開催されず、公式戦への登板は無かった。
2021年はA級タンパ・ターポンズで開幕を迎え、シーズン途中にA+級ハドソンバレー・レネゲーズ、AA級サマセット・ペイトリオッツへ昇格した。3球団合計で23試合（先発21試合）に登板して8勝4敗、防御率2.52、130奪三振を記録した。
2022年はAA級サマセットでプレーし、25試合に先発登板して2勝7敗、防御率3.90、120奪三振を記録した。オフの11月15日にルール・ファイブ・ドラフトでの流出を防ぐために40人枠入りした。
2023年は開幕をAAA級スクラントン・ウィルクスバリ・レイルライダースで迎えた。5月25日にメジャー初昇格を果たすと、翌26日のサンディエゴ・パドレス戦にて先発してメジャーデビュー（4.2回を2失点で敗戦投手）。その後、マイナーに降格したが、7月5日にジミー・コルデロの制限リスト入りに伴い、再度メジャーに昇格した。

### パドレス時代
2023年12月6日にフアン・ソト、トレント・グリシャムとのトレードで、マイケル・キング、カイル・ヒガシオカ、ドリュー・ソープ、ジョニー・ブリートと共にサンディエゴ・パドレスへ移籍した。
2024年3月20日に開幕ロースター入りした。
2025年3月27日に開幕ロースター入りした。

## 選手としての特徴
フォーシームは最速98mph（約157.7km/h）を計測し、高回転のカーブを決め球とする。一方でスライダー、チェンジアップの精度に課題がある。2022年6月12日のAA級の試合では、決め球のカーブがブーメランのように曲がり落ち、この時の映像が投球分析家のロブ・フリードマンのTwitterに投稿されると「悪霊のとりついた球」「次元転移装置か何か使ってるのでは?」などと話題になった。なお、この投球は捕手が捕球できず、三振と暴投で振り逃げによる出塁を許している。

## 詳細情報

### 年度別投手成績
| 年 度    | 球 団    | 登 板 | 先 発 | 完 投 | 完 封 | 無 四 球 | 勝 利 | 敗 戦 | セ 丨 ブ | ホ 丨 ル ド | 勝 率 | 打 者 | 投 球 回 | 被 安 打 | 被 本 塁 打 | 与 四 球 | 敬 遠 | 与 死 球 | 奪 三 振 | 暴 投 | ボ 丨 ク | 失 点 | 自 責 点 | 防 御 率 | W H I P |
| -------- | -------- | ----- | ----- | ----- | ----- | -------- | ----- | ----- | -------- | ----------- | ----- | ----- | -------- | -------- | ----------- | -------- | ----- | -------- | -------- | ----- | -------- | ----- | -------- | -------- | ------- |
| 2023     | NYY      | 11    | 5     | 0     | 0     | 0        | 2     | 2     | 0        | 0           | .500  | 166   | 37.2     | 30       | 5           | 18       | 0     | 4        | 33       | 3     | 0        | 12    | 12       | 2.87     | 1.27    |
| 2024     | SD       | 20    | 20    | 0     | 0     | 0        | 4     | 7     | 0        | 0           | .364  | 431   | 98.0     | 119      | 13          | 29       | 1     | 6        | 62       | 5     | 2        | 56    | 53       | 4.87     | 1.51    |
| MLB：2年 | MLB：2年 | 31    | 25    | 0     | 0     | 0        | 6     | 9     | 0        | 0           | .400  | 597   | 135.2    | 149      | 18          | 47       | 1     | 10       | 95       | 8     | 2        | 68    | 65       | 4.31     | 1.44    |

- 2024年度シーズン終了時

### 年度別守備成績
| 年 度 | 球 団 | 投手（P） | 投手（P） | 投手（P） | 投手（P） | 投手（P） | 投手（P） |
| 年 度 | 球 団 | 試 合     | 刺 殺     | 補 殺     | 失 策     | 併 殺     | 守 備 率  |
| ----- | ----- | --------- | --------- | --------- | --------- | --------- | --------- |
| 2023  | NYY   | 11        | 3         | 2         | 0         | 0         | 1.000     |
| 2024  | SD    | 20        | 4         | 15        | 0         | 2         | 1.000     |
| MLB   | MLB   | 11        | 7         | 17        | 0         | 2         | 1.000     |

- 2024年度シーズン終了時

### 背番号
- 98（2023年 - ）